# World Anti-Slavery Convention
La World Anti-Slavery Convention (Convenzione Mondiale Contro la Schiavitù) fu una assemblea per l'abolizione della schiavitù che si riunì per la prima volta all'Exeter Hall di Londra, dal 12 al 23 giugno 1840. Fu organizzata dalla British and Foreign Anti-Slavery Society, in gran parte su iniziativa del quacchero inglese Joseph Sturge. L'esclusione delle donne dalla convenzione diede un grande impulso al movimento per il suffragio femminile negli Stati Uniti.

## Storia e contesto

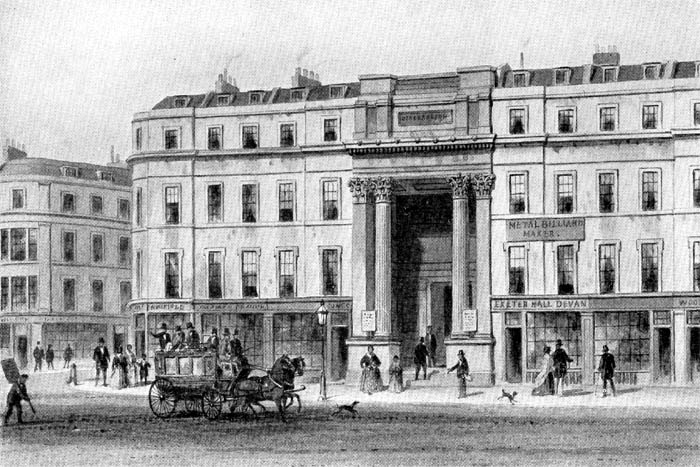
Incisione raffigurante l'esterno della Exeter Hall, riprodotta su una cartolina del 1909.

La Società per l'abolizione della tratta degli schiavi (ufficialmente Society for Effecting the Abolition of the Slave Trade) era principalmente una società quacchera fondata nel 1787 da 12 uomini, nove dei quali erano quaccheri e tre anglicani, uno di questi era Thomas Clarkson. Grazie al loro impegno il commercio internazionale degli schiavi fu abolito in tutto l'Impero britannico con l'approvazione dello Slave Trade Act 1807. La Society for the Mitigation and Gradual Abolition of Slavery Throughout the British Dominions, in essere dal 1823 al 1838, contribuì a portare avanti la Legge di abolizione della schiavitù 1833, sostenuta da William Wilberforce, il quale contribuì ad abolire la schiavitù nell'Impero britannico dall'agosto 1834, quando circa 800.000 persone nell'impero britannico furono liberate.
Anche negli Stati Uniti, negli anni '30 del XIX secolo donne e uomini aderirono al movimento abolizionista, per convinzione religiosa o indignazione morale. Molte donne in particolare risposero all'invito di Wm. Lloyd Garrison a partecipare alla American Antislavery Society. Parteciparono attivamente a riunioni e scrivendo petizioni. Arthur Tappan e altri membri conservatori della società si opponevano al fatto che le donne si impegnassero in politica pubblicamente.
Data la necessità percepita di una società per la campagna anti-schiavitù in tutto il mondo, nel 1839 fu fondata la British and Foreign Anti-Slavery Society (BFASS). Uno dei suoi primi atti significativi fu quello di organizzare la World Anti-Slavery Convention nel 1840: "Le nostre aspettative, lo confesso, erano alte e la realtà non le ha deluse". I preparativi per questo evento erano iniziati nel 1839, quando la Società distribuì un annuncio invitando i delegati a partecipare alla convenzione. Oltre 200 dei delegati ufficiali erano britannici. Il gruppo successivo più numeroso era quello degli statunitensi, con circa 50 delegati. Parteciparono solo pochi delegati di altre nazioni.
Benjamin Robert Haydon dipinse The Anti-Slavery Society Convention, 1840, un anno dopo l'evento. Oggi si trova nella National Portrait Gallery di Londra. Questo lavoro molto ampio e dettagliato mostra Alexander come tesoriere della nuova società. Il dipinto ritrae l'incontro del 1840 e fu completato l'anno successivo. La missione della nuova società era "L'estinzione universale della schiavitù e del commercio degli schiavi e la protezione dei diritti e degli interessi della popolazione affrancata nei Possedimenti Britannici e di tutte le persone catturate come schiavi".

## Il problema della partecipazione femminile
Il messaggio circolare, distribuito nel 1839, provocò una risposta controversa da parte di alcuni oppositori americani della schiavitù. La fazione Garrisoniana sostenne la partecipazione delle donne al movimento contro la schiavitù. A loro si opposero i sostenitori di Arthur e Lewis Tappan. Quando quest'ultimo gruppo inviò un messaggio al BFASS contro l'inclusione delle donne, una seconda circolare fu emessa nel febbraio 1840 che dichiarò esplicitamente che la riunione era limitata ai "signori". Nonostante la dichiarazione che le donne non sarebbero state ammesse, molte abolizioniste americane e britanniche, tra cui Lucretia Mott, Elizabeth Cady Stanton e Lady Byron, apparvero alla World Anti-Slavery Convention a Londra. La American Antislavery Society, la fazione Garrisoniana, fece di tutto per includere nella propria delegazione una donna, Lucretia Mott e un afroamericano, Charles Lenox Remond. Sia le società antischiaviste del Massachusetts che la Pennsylvania Anti-Slavery Society inviarono donne come loro delegate, tra cui Abigail Kimber, Elizabeth Neall, Mary Grew e Sarah Pugh. La Cady Stanton non era lei stessa una delegata; era in Inghilterra per la sua luna di miele insieme al marito Henry Brewster Stanton, un delegato: in particolare, era allineato con la fazione americana che si opponeva all'uguaglianza delle donne. Wendell Phillips propose di ammettere le donne come delegate e gran parte della prima giornata del convegno fu dedicata alla discussione sulla possibilità di consentire loro di partecipare. Rapporti pubblicati dalla convenzione hanno osservato "L'estremità superiore e un lato della stanza erano riservati alle donne, delle quali un numero considerevole era presente, comprese diverse donne abolizioniste provenienti dagli Stati Uniti". Le donne potevano guardare e ascoltare dalla tribuna degli spettatori, ma non potevano partecipare. In simpatia con le donne escluse, gli americani William Garrison, Charles Lenox Remond, Nathaniel P. Rogers e William Adams si rifiutarono di prendere posto come delegati e si unirono alle donne nella galleria degli spettatori. Lucretia Mott ed Elizabeth Cady Stanton, che otto anni dopo avrebbe organizzato la Convenzione di Seneca Falls, si incontrarono a questa convenzione.

## Atti (non ancora terminati)
Il comitato organizzatore del convegno aveva chiesto al reverendo Benjamin Godwin di preparare un documento sull'etica della schiavitù. La convenzione accettò all'unanimità il suo documento, che condannava non solo la schiavitù, ma anche i leader religiosi del mondo e ogni comunità che non aveva condannato la pratica. La convenzione decise di scrivere a ogni leader religioso per condividere questo punto di vista. La convenzione invitò tutte le comunità religiose a espellere dal loro seno tutti i sostenitori della schiavitù. George William Alexander riferì delle sue visite nel 1839, con James Whitehorn, in Svezia e nei Paesi Bassi per discutere le condizioni degli schiavi nelle colonie olandesi e in Suriname. In Suriname, riferì, c'erano oltre 100.000 schiavi con un tasso di abbandono annuo del venti per cento. La convenzione preparò lettere aperte di protesta ai rispettivi sovrani. Joseph Pease parlò e accusò il governo britannico di essere complice del perdurare dell'esistenza della schiavitù in India.

## Eredità
Dopo aver lasciato la convention il primo giorno, non avendo pieno accesso al l'udienza, Lucretia Mott e Elizabeth Cady Stanton dichiararono: "siamo andate a casa a braccetto, commentando gli incidenti del giorno, [e] abbiamo deciso di tenere un convegno non appena possibile. non appena torniamo a casa, e formare una società per difendere i diritti delle donne". Otto anni dopo ospitarono la di Convenzione di Seneca Falls a Seneca Falls, New York. Cento anni dopo, in America si tenne il Women's Centennial Congress per celebrare i progressi compiuti dalle donne da quando era stato loro impedito di parlare a questa conferenza.

## Elenco incompleto dei delegati (e delle donne che parteciparono)
La lista ufficiale dei delegati è di 493 nomi.
| Delegato                                    | Nazione           | Nel quadro?                    | Commenti                                                    |
| ------------------------------------------- | ----------------- | ------------------------------ | ----------------------------------------------------------- |
| William Adam                                | UK                | molto in alto a destra         | Professore                                                  |
| Edward Adey                                 | UK                | molto a estrema destra         | Ministro battista                                           |
| George William Alexander                    | UK                | sinistra                       | Finanziere                                                  |
| Richard Allen                               | Irlanda           | destra                         | Filantropo                                                  |
| Stafford Allen                              | UK                | metà sinistra                  | Filantropo                                                  |
| William Allen                               | UK                | davanti al centro a sinistra   | Scienziato                                                  |
| Sir Edward Baines                           | UK                | sinistra                       | Membro del Parlamento                                       |
| Edward Baldwin                              | UK                | davanti a destra               | Ex Procuratore generale del Nuovo Galles del Sud            |
| Saxe Bannister                              | UK                | destra                         | Autore di opuscoli                                          |
| Edward (Jonas) Barrett                      | US                | estrema destra                 | Ex schiavo                                                  |
| Richard Barrett                             | Giamaica          | molto a estrema destra         |                                                             |
| Isaac Bass                                  | UK                | estrema destra                 |                                                             |
| Henry Beckford                              | Giamaica          | anteriore centrale             | Ex schiavo                                                  |
| Abraham Beaumont                            | UK                | sinistra                       |                                                             |
| Mrs John Beaumont                           | UK                | di fronte a estrema destra     |                                                             |
| William Beaumont                            | UK                | sinistra                       |                                                             |
| George Bennett                              | UK                | destra davanti                 |                                                             |
| Rev. Dr. Thomas Binney                      | UK                | estrema destra                 | Ministro del culto                                          |
| James Gillespie Birney                      | US                | sinistra                       | Procuratore                                                 |
| John Birt                                   | US                | indietro all'estrema destra    |                                                             |
| Jonathan Backhouse                          | UK                | sinistra                       | Banchiere                                                   |
| W. T. Blair                                 | UK                | in mezzo                       |                                                             |
| William Boulbee                             | UK                | estrema destra                 |                                                             |
| Samuel Bowly                                | UK                | estrema sinistra indietro      | Patrocinatore                                               |
| George Bradburn                             | US                | sinistra                       | Ministro del culto                                          |
| William Brock                               | UK                | destra del centro              | Ministro del culto                                          |
| John Burnet                                 | UK                | nel mezzo                      | Ministro del culto                                          |
| Anne Isabella, Lady Byron                   | UK                | bonneted estrema destra        |                                                             |
| Tapper Cadbury                              | UK                | fila posteriore destra         | Uomo d'affari                                               |
| Mary Clarkson                               | UK                | con la cuffia a sinistra       | La nuora del relatore                                       |
| Thomas Clarkson                             | UK                | oratore principale             | Oratore abolizionista                                       |
| Nathaniel Colver                            | US                | destra                         | Ministro del culto                                          |
| Josiah Conder                               | UK                | ?                              | Scrittore                                                   |
| Daniel O'Connell                            | Irlanda           | estrema sinistra               | Membro del Parlamento                                       |
| Francis Augustus Cox                        | UK                | sinistra                       | Ministro del culto                                          |
| Isaac Crewdson                              | UK                | fila posteriore                | Ministro del culto                                          |
| John Cropper                                | UK                | a destra di fronte             | Filantropo                                                  |
| William Dawes                               | US                | estrema sinistra               | Educatore                                                   |
| James Dean                                  | US?               | ?                              | Professore                                                  |
| Sir John Eardley-Wilmot, 1° Baronetto       | UK                | nel mezzo a sinistra           | Membro del Parlamento                                       |
| Joseph Eaton                                | UK                | ?                              |                                                             |
| John Ellis                                  | UK                | estrema destra                 | Membro del Parlamento                                       |
| William Forster                             | UK                | di fronte                      | Ministro del culto                                          |
| Josiah Forster                              | UK                | di fronte nel mezzo a destra   | Filantropo                                                  |
| William Lloyd Garrison                      | US                | no                             | Giornalista, editore. Volontariamente sedette con le donne. |
| Samuel Gurney                               | UK                | sotto l'oratore                | Banchiere                                                   |
| George Head Head                            | UK                | di fronte destra               | Banchiere                                                   |
| François-André Isambert                     | Francia           | nel mezzo                      | Legale                                                      |
| Rev. John Keep                              | US                | ?                              | Ministro del culto; fiduciario dell'Oberlin College         |
| William Knibb                               | Giamaica          | di fronte nel mezzo a destra   | Ministro del culto                                          |
| Samuel Jackman Prescod                      | Barbados          | anteriore centrale             | Giornalista                                                 |
| William Morgan                              | UK                | anteriore centrale             | Legale                                                      |
| William Harris Murch                        | UK                | sì                             | Ministro del culto                                          |
| John Scoble                                 | Canada            | di fronte destra               | Legale                                                      |
| Joseph Ketley                               | Guyana            | di fronte destra               | Ministro del culto                                          |
| George Stacey                               | UK                | di fronte                      | Ministro del culto                                          |
| George Thompson                             | UK & US           | di fronte nel mezzo a destra   | Membro del Parlamento                                       |
| J. Harfield Tredgold                        | Sudafrica         | sotto l'oratore                | Farmacista                                                  |
| Stephen Lushington                          | UK                | sinistra                       | Membro del Parlamento                                       |
| Sir Thomas Fowell Buxton, 1° Baronetto      | UK                | sinistra                       | Membro del Parlamento                                       |
| Benjamin Godwin                             | UK                | nel mezzo                      | Ministro del culto                                          |
| Vice Ammiraglio Constantine Richard Moorsom | UK                | sinistra                       | Ufficiale della Royal Navy                                  |
| William Taylor                              | UK                | nel mezzo                      |                                                             |
| John Morrison                               | UK                | nel mezzo                      |                                                             |
| Dr George Prince                            | UK                | ?                              |                                                             |
| Joseph Soul                                 | UK                | ???                            | Riformista                                                  |
| Joseph Sturge                               | UK                | sinistra di fronte             | Ministro del culto                                          |
| James Whitehorne                            | Giamaica          | ?                              |                                                             |
| Joseph Marriage                             | UK                | sinistra di fronte             |                                                             |
| William Leatham                             | UK                | sinistra                       | Banchiere                                                   |
| Samuel Lucas                                | UK                | sinistra                       | Giornalista                                                 |
| Samuel Fox                                  | UK                | sinistra indietro              |                                                             |
| Louis Celeste Lecesne                       | UK                | sinistra indietro              |                                                             |
| Robert Greville                             | UK                | estrema sinistra               | Botanico                                                    |
| Joseph Pease                                | UK                | sinistra                       | Ministro del culto                                          |
| William Tatum                               | UK                | destra                         |                                                             |
| Richard D. Webb                             | Irlanda           | destra                         | Editore                                                     |
| Rev. Thomas Scales                          | UK                | a destra di fronte             | Ministro del culto                                          |
| William James                               | UK                | destra                         | Ministro del culto                                          |
| William Wilson                              | UK                | destra                         |                                                             |
| Rev. Thomas Swan                            | UK                | destra                         | Ministro battista                                           |
| Rev. Edward Steane                          | UK                | destra                         | Ministro del culto                                          |
| Colonnello Jonathon Miller                  | US                | destra di fronte               | Ufficiale dell'esercito degli Stati Uniti                   |
| Capitano Charles Stuart                     | Giamaica          | destra                         | -                                                           |
| Sir John Jeremie                            | Colonie           | destra del centro              | Giudice                                                     |
| Charles Stovel                              | UK                | estrema destra di fronte       | Ministro del culto                                          |
| Richard Peek                                | UK                | estrema destra di fronte       | Sceriffo di Londra                                          |
| John Sturge                                 | UK                | estrema destra                 | Fratello dell'organizzatore                                 |
| Robert Forster                              | UK                | molto estrema destra           | Filantropo                                                  |
| Elon Galusha                                | US                | destra                         | Legale                                                      |
| Cyrus Pitt Grosvenor                        | US                | estrema destra                 | Ministro del culto                                          |
| Henry Sterry                                | UK                | estrema destra                 |                                                             |
| Peter Clare                                 | UK                | estrema destra                 |                                                             |
| Rev. J.H. Johnson                           | UK                | estrema destra                 |                                                             |
| Dr. Thomas Price                            | UK                | estrema destra                 |                                                             |
| Joseph Reynolds                             | UK                | estrema destra                 |                                                             |
| Samuel Wheeler                              | UK                | estrema destra                 |                                                             |
| Wiliam Fairbank                             | UK                | estrema destra                 |                                                             |
| Rev. John Woodmark                          | UK                | estrema destra                 |                                                             |
| William Smeal                               | UK                | estrema destra                 | Ministro del culto                                          |
| James Carlile                               | Irlanda           | estrema destra                 | Ministro del culto                                          |
| John Howard Hinton                          | UK                | estrema destra                 | Ministro del culto                                          |
| John Angell James                           | Irlanda           | estrema destra                 | Ministro del culto                                          |
| Joseph Cooper                               | UK                | estrema destra                 |                                                             |
| Dr. Richard Robert Madden                   | Irlanda/ Giamaica | estrema destra                 | Medico                                                      |
| Alderman Thomas Bulley                      | UK                | estrema destra                 |                                                             |
| Isaac Hodgson                               | UK                | estrema destra                 |                                                             |
| Edward Smith                                | UK                | estrema destra                 |                                                             |
| Sir John Bowring                            | UK                | estrema destra                 | Membro del Parlamento                                       |
| Anne Knight                                 | UK                | con la cuffia a estrema destra | Scrittore                                                   |
| C. Edwards Lester                           | US                | estrema destra                 | Scrittore                                                   |
| Thomas Pinches                              | ?                 | estrema destra                 |                                                             |
| David Turnbull                              | UK                | estrema destra                 | Scrittore                                                   |
| John Steer                                  | UK                | molto estrema destra           |                                                             |
| Henry Tuckett                               | UK                | molto estrema destra           |                                                             |
| James Mott                                  | US                | molto estrema destra           | Mercante                                                    |
| Richard Rathbone                            | UK                | molto estrema destra           | Uomo d'affari                                               |
| Wendell Phillips                            | US                | molto estrema destra           | Procuratore                                                 |
| M. L'Instant                                | Haiti             | di fronte estrema destra       |                                                             |
| Henry Stanton                               | US                | di fronte estrema destra       | Procuratore                                                 |
| Mrs Elizabeth Tredgold                      | Sudafrica         | fila posteriore a destra       |                                                             |
| T.M. McDonnell                              | UK                | molto estrema destra           | Ministro del culto                                          |
| Mary Anne Rawson                            | UK                | estrema destra                 |                                                             |
| Elizabeth Pease Nichol                      | UK                | molto estrema destra           | Suffragetta                                                 |
| Jacob Post                                  | UK                | molto estrema destra           | Ministro del culto                                          |
| Amelia Opie                                 | UK                | di fronte estrema destra       | Romanziere                                                  |
| Rev. Thomas Morgan                          | UK                | nel mezzo a destra             | Ministro del culto                                          |
| Elizabeth Cady Stanton                      | US                | No                             | sposata a Henry Stanton                                     |
| Elizabeth Jesser Reid                       | ??                | No                             | Filantropo britannico                                       |
| Norton Strange Townshend                    | US                | No                             | Medico                                                      |
| Rev. A Harvey                               | UK                | No                             | Ministro del culto                                          |
| Mary Grew                                   | US                | No                             | Delegato degli Stati Uniti (rifiutò un posto principale)    |
| Lucretia Mott                               | US                | No                             | (rifiutò il posto principale)                               |
| Eliza Wigham                                | UK                | No                             | Leader scozzese (rifiutò il posto principale)               |
| Abby Southwick                              | US                | No                             | (rifiutò il posto principale)                               |
| Henry Grew                                  | US                | No                             | Insegnante                                                  |
| Elizabeth Ann Ashurst Bardonneau            | UK                | No                             |                                                             |
| William H. Ashurst                          | UK                | No                             | Avvocato                                                    |
| Sir George Strickland, 7° Baronetto         | UK                | No                             | Membro del Parlamento                                       |
| Thomas Hodgkin                              | UK                | No                             | Medico                                                      |
| William Busfield                            | UK                | No                             | Membro del Parlamento                                       |
| Ellis Cunliffe Lister                       | UK                | No                             | Membro del Parlamento                                       |
| Gerrit Smith                                | UK                | No                             | Filantropo                                                  |
| James Canning Fuller                        | US                | No                             |                                                             |
| Samuel Joseph May                           | US                | No                             | Ministro del culto                                          |
| John Greenleaf Whittier                     | US                | No                             | Poeta                                                       |
| Cornelius Manning                           | UK                | No                             | Filantropo                                                  |
| Charles Pelham Villiers                     | UK                | No                             | Membro del Parlamento                                       |
| Matilda Ashurst Biggs                       | UK                | No                             |                                                             |
| Lucy Townsend                               | UK                | No                             |                                                             |
| Elizabeth Neall                             | US                | No                             |                                                             |
| Ann Greene Phillips                         | US                | No                             |                                                             |
| Charles Lenox Remond                        | US                | No                             | Uomo libero                                                 |
| Nathaniel Peabody Rogers                    | US                | No                             | Editore                                                     |
| Benjamin Barron Wiffen                      | UK                | No                             | Uomo d'affari                                               |
| Emily Winslow                               | US                | No                             |                                                             |
| Isaac Winslow                               | US                | No                             | Politico                                                    |